# Huis van de Faun

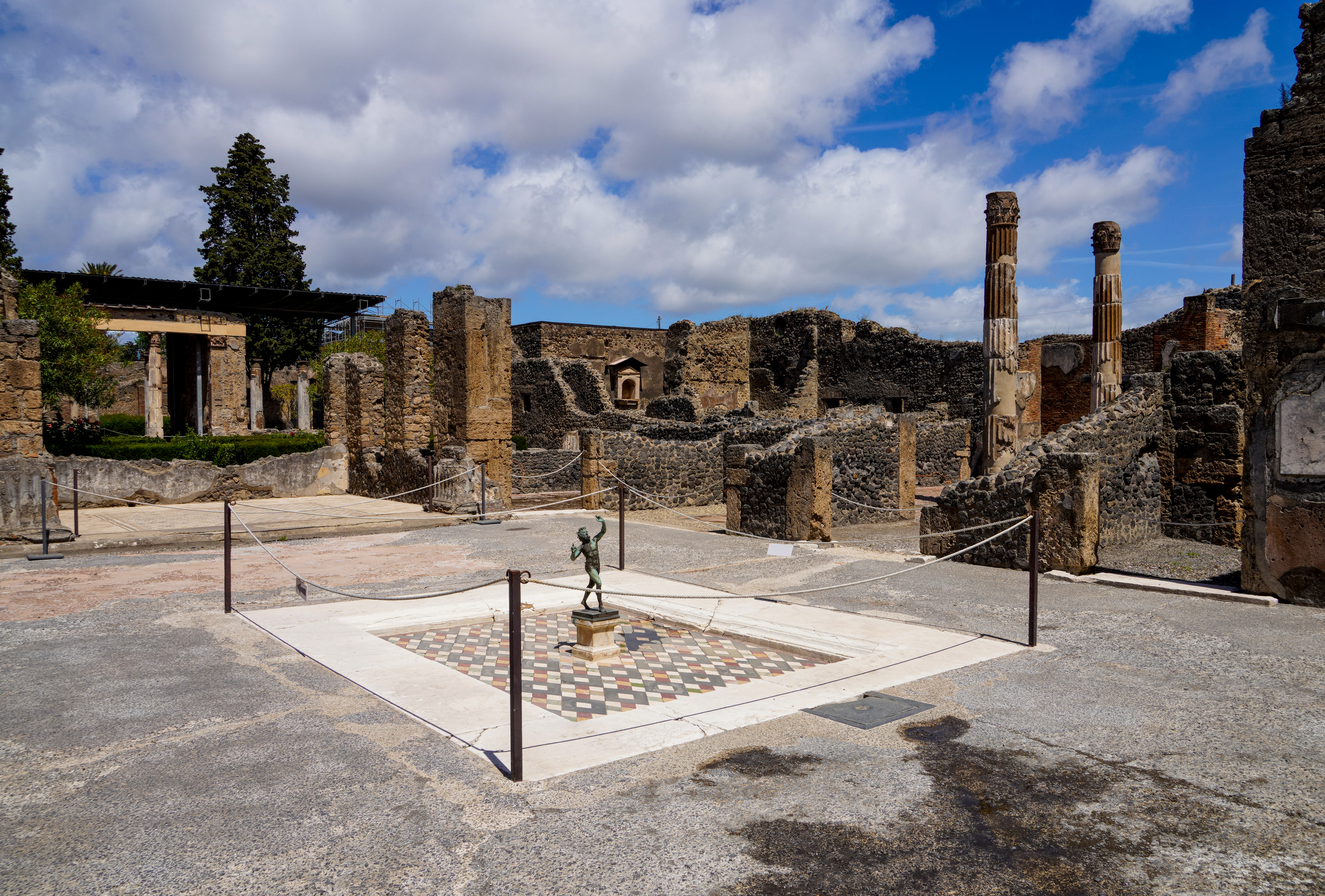
Huis van de Faun

Plattegrond van het huis

Het huis van de Faun is een Romeinse domus in Pompeï. Het werd gebouwd in de 2e eeuw voor Christus en kreeg zijn naam door de vondst van een beeldje van een faun. Met zijn oppervlakte van 3000 m² is het huis tot nu toe het grootste domus van Pompeï dat gevonden werd. De stijl wordt gezien als Grieks-Hellenistisch. Het is een van de meest luxueuze aristocratische huizen uit de Romeinse republiek en weerspiegelt deze periode beter dan de meeste archeologische vondsten die zelfs in Rome zelf te vinden zijn.

## Architectuur
Het huis bezat twee peristilia die gebaseerd waren op de cultuur uit Delos, een Grieks eiland. De eigenaar wou graag zijn luxe tonen door Griekse en Egyptische trends te volgen. Het huis van de Faun is dus een goed voorbeeld van hoe de Romeinen in de tweede en eerste eeuw voor Christus culturen overnamen door veroveringen en handelscontacten.

## Vondsten
Het beeldje van een dansende faun is de bekendste vondst. Tussen de twee peristilia lag een tussengebouw dat de bekende Alexandermozaïek bevat, een mozaïek die uit wel 4.000.000 minuscule stukjes natuursteen bestond. Hierop staat Alexander de Grote afgebeeld tijdens de slag bij Issos in 333 v.Chr. De afbeelding is mogelijk een kopie van ofwel een schilderij gemaakt door Apelles of een verloren fresco uit de late 4e eeuw v.Chr. Onder de Alexandermozaïek lag nog een andere, iets ruwere mozaïek van een Nijllandschap.